# André Bücker
André Bücker (* 1969 in Harderberg, Niedersachsen) ist ein deutscher Theaterregisseur und -intendant.

## Leben
Bereits während des Studiums der Theater-, Film- und Fernsehwissenschaften, Geschichte und Philosophie in Bochum arbeitete André Bücker als Regieassistent und realisierte eigene Inszenierungen in der freien Theaterszene in Bochum, Dortmund und Gelsenkirchen. Von 1994 bis 1998 war er Regieassistent u. a. bei Michael Simon, Hans Peter Cloos, Sewan Latchinian, John Dew und Regisseur am Theater Dortmund. Daran schloss sich von 1998 bis 2000 eine Zeit als Hausregisseur, leitender Dramaturg und Stellvertreter des Intendanten an der Landesbühne Niedersachsen Nord in Wilhelmshaven an.
André Bücker arbeitete für das Kunstfest Weimar und inszenierte u. a. in Dortmund, Hannover, Graz, Nürnberg, Bremerhaven, Göttingen, Senftenberg, Mannheim und für die Händel-Festspiele Halle (Saale). Zudem realisierte er zahlreiche spartenübergreifende Projekte und Theater im öffentlichen Raum, wie z. B. „kein.schöner.land. -fragment schleef-“ (2004), „Dem Gleich fehlt die Trauer“ (2005), Kurt Weills „Weg der Verheißung“ (2006) und das große Stadtprojekt „Auf die Plätze“ im September 2007. Im Dessau-Wörlitzer Gartenreich inszenierte er das Shakespeare-Projekt „Landscape - Kritik der Liebe“ (Schlosspark Luisium, 2011) sowie Goethes „Iphigenie auf Tauris“ (Amphitheater auf der Felseninsel Stein, 2013). Viele dieser Arbeiten wurden als Kooperationen realisiert, z. B. mit der Kurt Weill Foundation for Music (New York), der Kulturstiftung des Bundes, der Moses Mendelssohn Akademie, der Ständigen Konferenz Mitteldeutsche Barockmusik und der Lautten Compagney Berlin (Wolfgang Katschner). André Bücker wurde mit seinen Schauspiel- und Musiktheaterinszenierungen wiederholt zu Festivals und zahlreichen Gastspielen eingeladen.
Von 2005 bis 2008 war Bücker Intendant des Nordharzer Städtebundtheaters Halberstadt/Quedlinburg, einer der Gründungssprecher des Kulturrates Halberstadt und war ab der Spielzeit 2009/10 Generalintendant am Anhaltischen Theater in Dessau. Hier inszenierte er neben anderen großen Projekten wie „The Beggar’s Opera/Polly“ (nach Gay/Pepusch, 2014) und „Götz von Berlichingen“ (2015) vor allem Richard Wagners Opern-Tetralogie „Der Ring des Nibelungen“ als „Ring der Klassischen Moderne“ (2013–2015) mit deutlichen Bezügen zur Ästhetik des Bauhauses. Diese Inszenierung wurde im Mai 2015 zum Internationalen Richard-Wagner-Kongress in Dessau als Zyklus gezeigt. Sein Vertrag wurde von der Stadt nicht verlängert, seine Stelle zum August 2015 ausgeschrieben. Auf eine erneute Bewerbung hat er verzichtet. Bücker ist ein scharfer Kritiker der Kürzungen im Kulturbereich im Land Sachsen-Anhalt.
Am 17. November 2015 meldete die Süddeutsche Zeitung, dass Bücker zur Spielzeit 2017/18 als Nachfolger für die scheidende Intendantin Juliane Votteler als Intendant an das Theater Augsburg berufen wird. Seine Intendanz begann offiziell am 1. September 2017. Im November 2021 verlängerte die Stiftung Staatstheater Augsburg seinen Vertrag als Staatsintendant um weitere sieben Jahre bis 2028.
Bücker ist Mitglied im Vorstand des Landesverbandes Ost im Deutschen Bühnenverein und Dozent an der Ludwig-Maximilians-Universität München. Er ist Schirmherr und Pate für mehrere Projekte und war bis 2013 künstlerischer Leiter des internationalen Musikfestivals „Himmel auf Erden – Die Kulturen der Welt zu Gast in Luthers Wittenberg“, das unter der Schirmherrschaft des Bundesbeauftragten für Kultur und Medien Bernd Neumann von der Kulturstiftung des Bundes von 2010 bis 2013 gefördert wurde.
Seit 2019 ist André Bücker Mitglied im Kuratorium der Universität Augsburg.
Im Juni 2022 wurde er zum Mitglied der Deutschen Akademie der Darstellenden Künste gewählt.